# Vlastimil Strahl
Vlastimil Strahl (9. května 1919 Praha – 21. ledna 2006 Praha) byl český rozhlasový hlasatel, pedagog a spisovatel.

## Život
Narodil se v Praze, studoval Lékařskou fakultu Univerzity Karlovy, ale tu nedokončil kvůli uzavření českých vysokých škol za nacistické okupace v roce 1939. Byl vězněn v koncentračním táboře Sachsenhausen. Po skončení války nastoupil do Československého rozhlasu jako jeho hlasatel a vydržel v něm do roku 1969. Kromě hlasatelské činnosti se věnoval také hlasové výchově svých kolegů a připravoval metodické materiály.
V roce 1968 patřil mezi zaměstnance rozhlasu, kteří se podíleli na udržení jeho provozu v době srpnové okupace. Následně byl perzekvován, od roku 1970 mohl s rozhlasem spolupracovat už jen externě, od roku 1977 vůbec. Následně spolupracoval s Památníkem národního písemnictví a s organizacemi nevidomých.
V roce 1990 byl rehabilitován, působil na Fakultě sociálních věd Univerzity Karlovy a věnoval se opět hlasové výchově.
Byl ženatý, zemřel v roce 2006 v Praze.

## Dílo
Napsal několik interních publikací, po roce 1990 vydal vysokoškolská skripta Novinář před mikrofonem a ve dvou vydáních příručku Klíč k výslovnosti cizích jmen v češtině. Psal také odborné články.